# 本川町停留場
本川町停留場（日语：／ Honkawa-cho teiryūjō */?），又稱本川町電車站，是位於廣島縣廣島市中區本川町一丁目的十字路口前、廣島電鐵本線的電車站。車站編號為M10。
1944年前，此站是廣島電鐵本線與橫川線的分支點。啟用初期，當本線越過相生橋後，於此站附近向南方前行，越過西國街道後，轉向西方前往土橋方向。從轉入南方道路至土橋之間都是位於一個較狹窄的道路上，加上該處的彎位半徑較小，使電車行走該路段時形成一個樽頸位。

## 電車站構造
電車站是建造在共用行車道上。電車站設有2面2線的相對式月台，路線向東西兩邊延伸。電車站北邊為前往廣島站方向的上行月台，南邊為前往廣電西廣島站方向的下行月台。

### 月台配置
| 月台                      | 路線                   | 上下行 | 方向                                           | 備註                       |
| ------------------------- | ---------------------- | ------ | ---------------------------------------------- | -------------------------- |
| （相生通靠向本川町1丁目） |                        | 下行   | 廣電西廣島（己斐）、廣電廿日市、廣電宮島口方向 |                            |
| （相生通靠向本川町1丁目） |                        | 下行   | 廣電西廣島（己斐）方向                         | 只限每日早上及傍晚時間服務 |
| （相生通靠向本川町1丁目） | 江波方向               | 下行   |                                                |                            |
| （相生通靠向本川町1丁目） | 只限晚上2班            | 下行   |                                                |                            |
| （相生通靠向本川町1丁目） | 橫川方向               | 下行   |                                                |                            |
| （相生通靠向本川町2丁目） |                        | 上行   | 廣島站方向                                     |                            |
| （相生通靠向本川町2丁目） | （特別班次）           | 下行   | 廣電本社前方向                                 | 只限平日早上8班            |
| （相生通靠向本川町2丁目） |                        | 下行   | 日赤醫院前、廣電本社前方向                     | 只限每日早上及傍晚時間服務 |
| （相生通靠向本川町2丁目） | 廣電本社前、廣島港方向 | 下行   |                                                |                            |
| （相生通靠向本川町2丁目） |                        | 上行   | 白島方向                                       | 只限早上兩班直通白島線     |

## 歷史
- 1912年12月8日：本線相生橋至己斐之間開通，此站啟用。當時電車站名稱為左官町停留場（日语：／）[5]。
- 1917年11月1日：橫川線左官町至三篠之間開通。此電車站成為本線與橫川線的分支點[1][5]。
- 1944年12月26日：本線左官町至土橋之間的走線改經橫川線十日市町[1][5]。
- 1945年：

- 8月6日：廣島市被投下原子彈，車站暫停營業。
- 8月23日：本線十日市町至左官町之間重開。
- 9月7日：本線左官町至八丁堀之間重開。

- 1956年：該區間的路軌進行遷移，並把走線拉直[1]。
- 1965年4月1日：隨廣島市內的町名變更，電車站改名為本川町停留場[5][8][9]。
- 2003年4月20日：7號線重開，並開始停靠此電車站。
- 2013年2月15日：9號線路線從八丁堀延長至江波，9號線開始停靠此電車站。

## 使用狀況
根據廣島電鐵上繳國土交通省有關「實施移動等圓滑化相關事宜」（移動等円滑化に関する取り組み）報告中，以下是本站每日平均使用人數：
| 乘降人員推算 | 乘降人員推算     | 乘降人員推算   |
| 年度         | 1日平均 乘降人次 | 出處           |
| ------------ | ---------------- | -------------- |
| 2021         | 1,544            | [ 廣電統計 1 ] |
| 2022         | 1,729            | [ 廣電統計 2 ] |
| 2023         | 1,882            | [ 廣電統計 3 ] |
| 2024         | 1,909            | [ 廣電統計 4 ] |

## 電車站周邊
在廣島市被投下原子彈後，櫓下變電站受到嚴重損毀，因此在1947年11月於車站北邊建設並開始運作廣島電鐵中央變電站。由於此站位置距離爆炸中心較近，因此此站以南的廣島市立本川小學中，於爆炸後遺留了部分舊校舍地下室作為展示設施之用，該處名為本川小學和平資料館。

## 相鄰電車站
廣島電鐵
■本線

原子彈爆炸遺址前（M10）－本川町（M11）－土橋（M12）

## 外部連結
- 廣島電鐵本川町站 （页面存档备份，存于）（日語）

1. ↑  2021年度 移動等円滑化取組報告書（軌道停留場），第3頁。
2. ↑  2022年度 移動等円滑化取組報告書（軌道停留場） （页面存档备份，存于），第3頁。
3. ↑  2023年度 移動等円滑化取組報告書（軌道停留場），第3頁。
4. ↑  2024年度 移動等円滑化取組報告書（軌道停留場），第3頁。